# Возвращение в джунгли

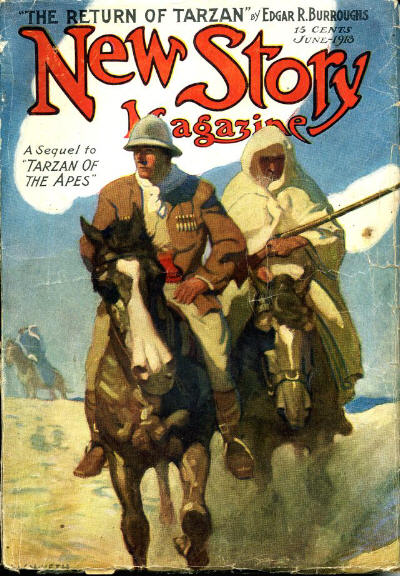
Возвращение Тарзана в Джунгли было опубликовано в журнале New Story Magazine в 1913.

«Возвращение в Джунгли» (англ. The Return of Tarzan) — роман американского писателя Эдгара Берроуза, второй в серии о человеке-обезьяне по имени Тарзан. Впервые был опубликован в pulp-журнале New Story Magazine в 1913 год; первое книжное издание было опубликовано в 1915 году издательством A. C. McClurg.

## Сюжет
Отказавшись от титула и поместий, которые должны были перейти в его владение, а также от возлюбленной, Тарзан отправляется на корабле в Париж для встречи с другом. Во время плавания, волею случая, он становится свидетелем заговора против графа де Куда, влиятельного члена министерства Франции. Нарушив планы заговорщиков из России, Тарзан наживает себе хитроумных и злопамятных врагов, а также знакомится с очаровательной женой графа и сестрой одного из русских шпионов. Новые знакомства доставляют Тарзану и новые приключения,  в которых ему предстоит побывать на опасном задании в Северной части Африки,  вернуться в родные Джунгли,  стать вождем древнего племени и найти затерянный город.

## Персонажи
- Тарзан — приёмыш обезьяны, покинувший родную Африку и привыкающий к цивилизации.
- Джэн Портер — возлюбленная Тарзана.
- Уильям Сесиль Клейтон — жених Джэн Портер.
- Николай Роков — русский шпион, преследующий графа с целью шантажа, а позже и Тарзана, который нарушил его планы.
- Алексей Павлов — сообщник Николая.
- Лейтенант Поль д'Арно — друг Тарзана, спасенный им от аборигенов в предыдущей книге.
- Граф де Куд — чиновник в военном министерстве Франции.
- Графиня Ольга де Куд — жена графа и сестра Николая.
- Лейтенант Жернуа — подозреваемый в измене и выдаче ценных бумаг.
- Капитан Жерар — офицер из отряда Жернуа.
- Абдул — слуга и переводчик, зарекомендованный Тарзану.
- Кадур бен Саден — великий шейх пустыни.
- Танцовщица из Сиди-Аиссы — дочь шейха Кадура, похищенная и проданная в рабыни.
- Газель Стронг — подруга Джэн Портер.
- Лорд Теннингтон — богатый друг Клейтона.
- Профессор Архимед Портер — отец Джэн Портер.
- Самюэль Т. Филандер — секретарь и ассистент профессора Портера.
- Эсмеральда — служанка Джэн Портер.